# Alianza Bajío-Occidente

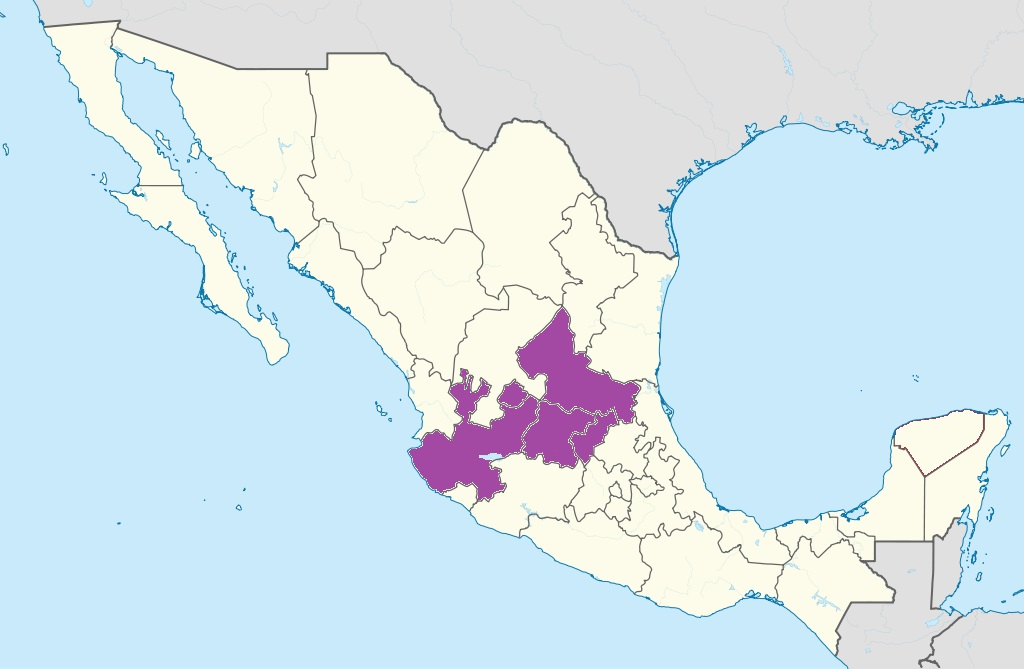
Mapa de l'Aliança del Bajío Occidente

L'Alianza Centro-Bajío-Occidente és un bloc regional de 21 milions de persones, que ha establert un pla de treball i solucions en qüestions de medi ambient, desenvolupament social, economia i educació. Agrupa els cinc estats amb el major creixement econòmic de Mèxic. Té l'objectiu de convertir-se a la regió amb major Índex de Desenvolupament Humà de Llatinoamèrica i posicionar-se com una de les de major competitivitat i benestar social a nivell global.
És una regió geogràfica, històrica, econòmica i cultural del Centrenord-Occident de Mèxic. La formen els Estats d'Aguascalientes, Jalisco, Guanajuato, San Luís Potosí i Querétaro.